# The Last King of Scotland
The Last King of Scotland is een Britse film uit 2006 van regisseur Kevin Macdonald, gebaseerd op het gelijknamige boek van Giles Foden.

## Verhaal
De Schotse dokter Nicholas Garrigan, die in de beginjaren ’70 werkzaam is in een ziekenhuis in Oeganda, accepteert een aanbieding om voor de president Idi Amin te gaan werken.
Garrigan kan het goed vinden met Amin, die een groot fan is van Schotland en kan zich in beginsel vinden in de geestdrift waarmee Amin het land op de been lijkt te brengen, na het omverwerpen van de corrupte regering. Amin ontpopt zich niettemin tot een van de meest wrede dictators in de geschiedenis van de beschaafde wereld. Tegen die tijd is de relatie tussen Amin en Garrigan zodanig dat hij blind is voor de waanzin van de Oegandese dictator. Wanneer de schellen langzaam maar zeker van zijn ogen vallen, is het voor de Schot zo goed als onmogelijk het land nog uit te komen. Garrigan moet enkele cruciale beslissingen nemen, die zijn dood kunnen betekenen, mocht Amin dit achterhalen. Ondertussen wordt hij geconfronteerd met de gruwelijkheden die de president op zijn geweten heeft.

## Rolverdeling
| Acteur              | Personage              |
| ------------------- | ---------------------- |
| Forest Whitaker     | Generaal Idi Amin Dada |
| James McAvoy        | Dr. Nicholas Garrigan  |
| Kerry Washington    | Kay Amin               |
| Gillian Anderson    | Sarah Merrit           |
| Simon McBurney      | Nigel Stone            |
| David Oyelowo       | Dr. Thomas Junju       |
| Abby Mukiibi Nkaaga | Masanga                |
| Adam Kotz           | Dr. David Merrit       |
| Barbara Rafferty    | Mevr. Garrigan         |
| David Ashton        | Dr. Garrigan sr.       |

## Prijzen
Wereldwijd waren er zeer lovende kritieken voor deze film en de acteerprestatie van Forest Whitaker. Dit werd voor hem bevestigd door het winnen van de Oscar voor beste acteur. Daarnaast won de film op filmfestivals in verschillende landen nog 33 filmprijzen, waaronder drie BAFTA Awards, een European Film Award, een Golden Globe en een Satellite Award.